# Histoire du Nevada pendant la Seconde Guerre mondiale
Le Nevada pendant la Seconde Guerre mondiale fut une période de grands changements, commencé immédiatement après l'attaque japonaise sur Pearl Harbor, à Hawaï, en décembre 1941. La population du Nevada augmenta considérablement, en grande partie en raison d'un afflux d'hommes de service stationnés dans plusieurs bases militaires nouvellement construites. L'économie s'améliora également à mesure de l'augmentation régulière du nombre de travailleurs en fonction des nombreux nouveaux emplois disponibles,,.

## Histoire

### Économie et croissance démographique
L'exploitation minière est l'une des principales industries du Nevada au début de la Seconde Guerre mondiale. Tout comme pendant la Première Guerre mondiale, les mines et les villes voisines reprennent leur essor en raison d'une augmentation de la demande de cuivre et d'argent. L'augmentation est illustrée par l'augmentation de la production de 24 945 376 $ en 1938 à 43 864 107 $ en 1940. Après l'attaque de Pearl Harbor et l'entrée en guerre des États-Unis, le sénateur Pat McCarran et d'autres responsables du Nevada font campagne avec succès à Washington DC pour que l'armée construise de nouvelles bases, telles que des aérodromes et d'autres installations militaires dans l'État. La construction de nouvelles bases amène des milliers de travailleurs de l'extérieur du Nevada, remplacés par du personnel militaire à la fin des travaux. Les villes et les villages à côté des installations militaires profitent grandement des nouveaux arrivants et grandissent en taille. La population du Nevada passe de 110 247 habitants et en 1940 à 160 083 dix ans plus tard. Bien que ce nombre reste faible par rapport à la Californie, cela représente une augmentation de 45,2 %. Les régions de Las Vegas et de Reno sont les plus touchées par l'augmentation de la population. Las Vegas est peuplé de 8 422 habitants en 1940. En 1950, ce nombre passe à 24 624, soit un gain de 192,4 %. Reno passe d'une population de 21 317 en 1940 à 32 492 en 1950,.
Les industries minières et militaires ne sont pas les seules industries à bénéficier de la guerre. C'est pendant la Seconde Guerre mondiale et les années qui ont suivi que les industries du jeu et du tourisme du Nevada ont commencé à décoller. Des gens comme Bugsy Siegel, un gangster de New York, ont afflué au Nevada pour profiter des communautés en pleine croissance. De nombreuses personnes ont visité les montagnes enneigées du Nevada pendant les années de guerre pour skier. Les quartiers chauds ont également attiré de nombreuses personnes, dont de nombreux militaires californiens. Cependant, l'armée fit pression sur le gouvernement du Nevada pour la fermeture de tous les bordels en 1943,.

### Installations militaires

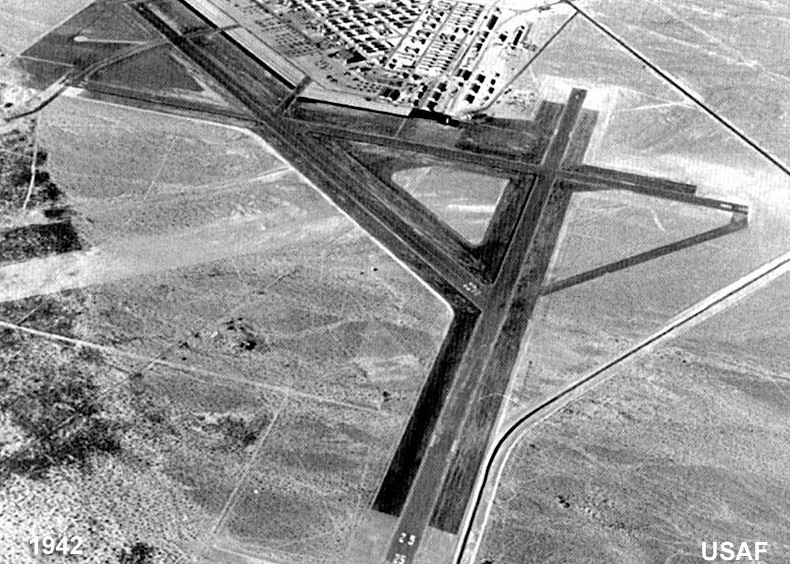
Las Vegas Army Airfield en décembre 1942.

Comme d'autres États du désert du Sud-Ouest, la plupart des nouvelles installations militaires construites sont des bases aériennes de l'armée américaine. La météo de l'État, les grands espaces, les liaisons ferroviaires et l'accès à la Californie en font un endroit idéal pour la formation des pilotes. L'aérodrome militaire de Las Vegas et l'aérodrome militaire de Tonopah sont créés à partir d'aéroports existants et l'armée construit quatre champs supplémentaires en 1942, dont Indian Springs Field, Reno Army Airbase et Naval Air Station Fallon. Les champs de tir et les pistes d'urgence comprennent la piste de vol de Battle Mountain, la piste d'artillerie du désert de Black Rock, la piste de vol de Churchill et la piste de vol d'Owyhee. Tonopah Army Air Field et Indian Springs avaient chacun cinq pistes d'atterrissage auxiliaires, y compris Forty-Mile Canyon Field et Groom Lake Field d'Indian Springs. Le camp Williston, situé à Boulder City, assurait la sécurité de l'usine de magnésium de base de Henderson et du barrage Hoover,,.

### Internement des Japonais
Le Nevada ne dispose d'aucun camps de prisonniers de guerre ou de camps d'internement comme tant d'autres États, ce dernier parce que le gouverneur Edward P. Carville (en) refuse de permettre au gouvernement fédéral d'utiliser son État comme « dépotoir pour les étrangers ennemis ». Cependant, les étrangers, y compris les Américains d'origine japonaise, résidant au Nevada sont confrontés à de nouvelles restrictions n'ayant jamais été mises en œuvre auparavant. Bien que peu de recherches aient été faites sur le sujet, il semble que les étrangers allemands et italiens aient fait l'objet de peu de restrictions et peu d'antagonisme par rapport aux étrangers ennemis de l'époque de la Première Guerre mondiale. Les Japonais, cependant, ont été soumis à l'expulsion forcée par l'armée et à la saisie de leurs biens par le gouvernement. Les conditions divergeaient dans l'ensemble de la communauté japonaise d'Amérique ; tous n'ont pas été forcés de déménager dans des camps de réinstallation. En tant qu'étrangers, un enregistrement est nécessaire conformément à la loi et ceux-ci doivent remettre toutes les armes et radios à ondes courtes. Certains subissent peu d'interférences dans leur vie quotidienne, tandis que d'autres sont transférés dans des camps d'internement de la WRA,.

## Pertes
Armée et forces aériennes
| Comté              | Tué au combat | Mort de blessures | Mort de maladie | Décès non liés aux combats | Mort inconnue | Porté disparu | Total |
| ------------------ | ------------- | ----------------- | --------------- | -------------------------- | ------------- | ------------- | ----- |
| Churchill          | 9             |                   |                 | 10                         | 1             |               | 20    |
| Clark              | 37            | 1                 |                 | 31                         |               |               | 69    |
| Douglas            | 4             |                   |                 | 3                          |               |               | 7     |
| Elko               | 21            | 1                 |                 | 8                          | 2             |               | 32    |
| Esmeralda          |               |                   |                 | 8                          | 2             |               | 32    |
| Eurêka             | 1             | 1                 |                 | 2                          |               |               | 4     |
| Humboldt           | 7             | 2                 |                 | 3                          |               |               | 12    |
| Lander             | 3             | 1                 |                 | 2                          |               |               | 6     |
| Lincoln            | 2             |                   |                 | 7                          | 3             |               | 12    |
| Lyon               | 6             | 1                 |                 | 4                          |               |               | 11    |
| Mineral            | 12            | 2                 |                 | 2                          |               |               | 16    |
| Nye                | 5             |                   |                 | 6                          |               |               | 11    |
| Ormsby             | 6             | 1                 |                 | 2                          |               |               | 9     |
| Pershing           | 5             |                   |                 | 2                          | 1             |               | 8     |
| Storey             | 1             |                   |                 | 1                          | 1             |               | 3     |
| Washoe             | 44            | 9                 |                 | 30                         | 5             |               | 88    |
| White Pine         | 9             | 3                 |                 | 11                         | 2             |               | 25    |
| État au sens large | 4             | 1                 |                 | 9                          | 2             |               | 16    |
| Total              | 176           | 23                |                 | 133                        | 17            |               | 349   |

Marine, Corps des Marines et Garde-côtes
| Type                               | Total |
| ---------------------------------- | ----- |
| Tué au combat                      | 74    |
| Mort dans les camps de prisonniers | 2     |
| Blessé au combat                   | 1     |
| Porté disparu                      | 119   |
| Libéré des camps de prisonniers    |       |
| Total                              | 196   |

## Galerie de photos

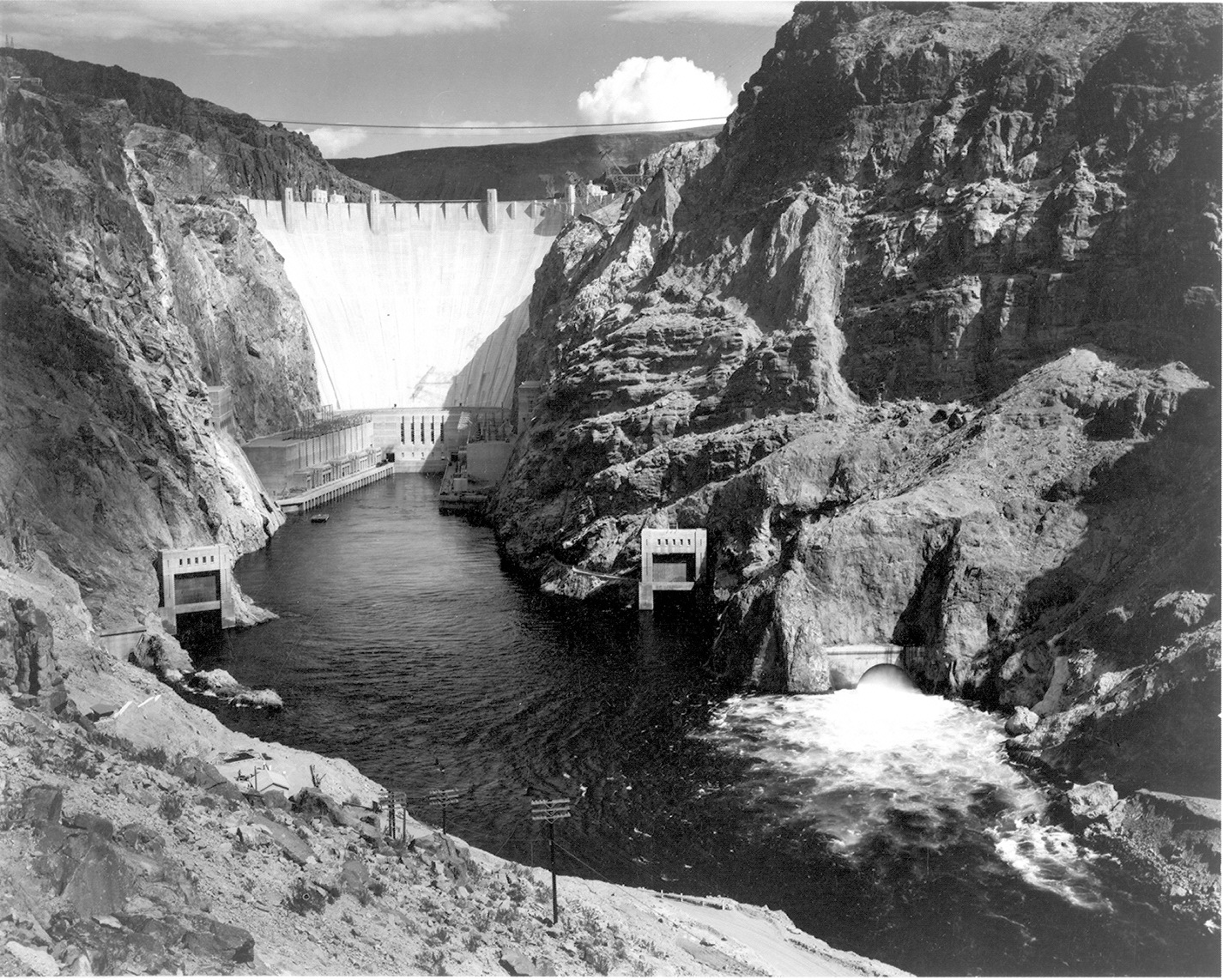
Le barrage Hoover, vu ici en 1942, était protégé par 800 hommes stationnés au camp Williston à Boulder City, Nevada[6].
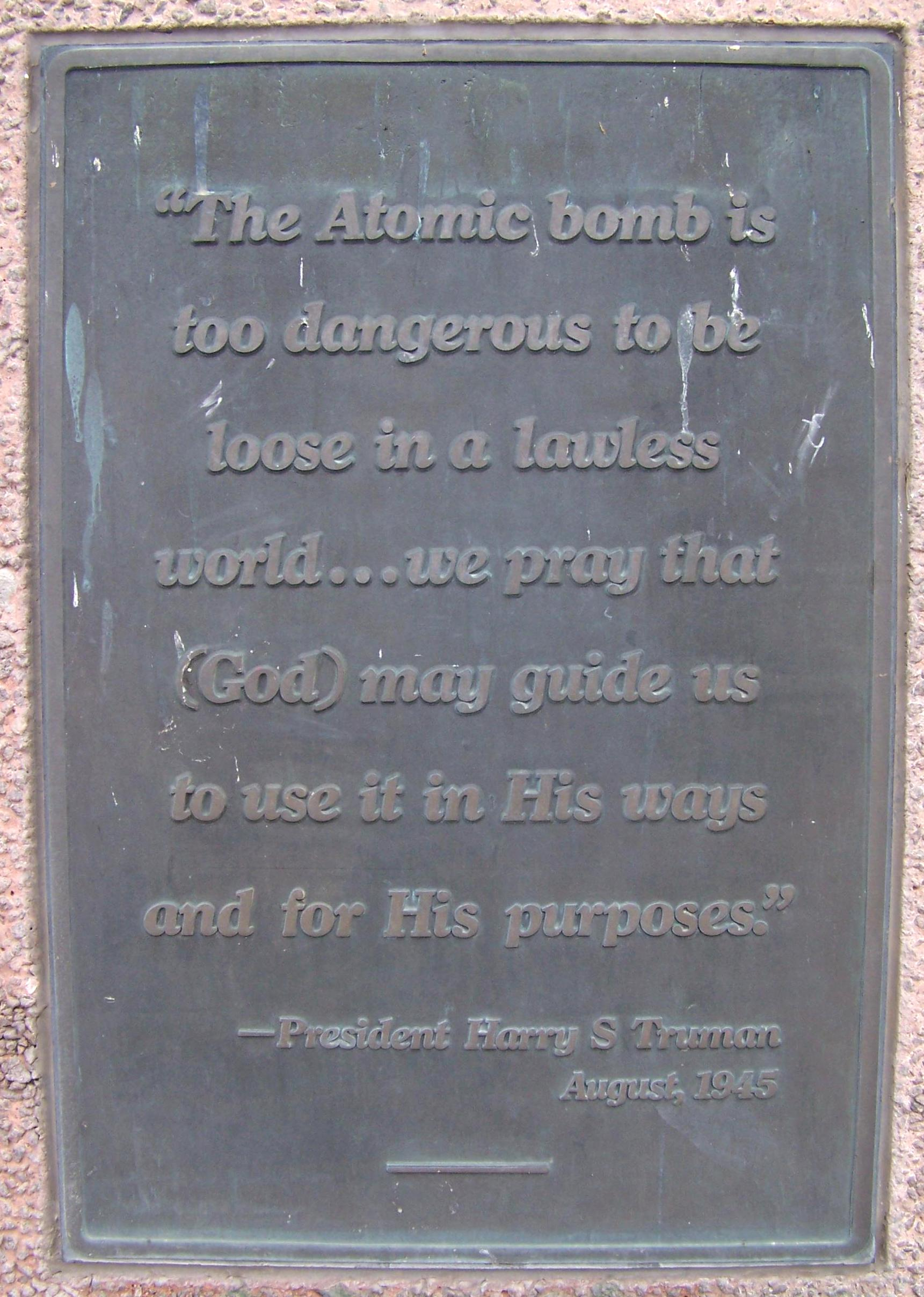
Texte d'un monument à West Wendover, Nevada, extrais d'une citation du président Harry S. Truman sur l'utilisation des armes atomiques.